# Erik Reinert
Erik S. Reinert (né le 15 février 1949 à Oslo (Norvège)) est un entrepreneur norvégien, ainsi qu'un économiste hétérodoxe, professeur de gestion de la technologie et économie du développement à l'université de technologie de Tallinn, en Estonie et fondateur de la Fondation The Other Canon qui promeut « un autre canon » de la pensée économique que la pensée classique et néoclassique dominante.

## Biographie
Erik Reinert est diplômé en économie de l'université de Saint-Gall en Suisse, possède un MBA de la Harvard Business School et un Ph.D. de l'université Cornell. Parallèlement à ses études il participe à des actions de développement communautaire au Pérou, ce qui le sensibilise au problème du développement inégal. Il fonde ensuite en 1972 une entreprise de peinture pour automobile à Bergame, en Italie, qu'il cède dans les années 1990 pour se consacrer à la recherche en économie du développement.
Il accumule une importante collection de livres sur le développement économique d'auteurs hétérodoxes depuis le XVIe siècle, que l'université Harvard avait décidé de mettre au rebut car jamais emprunté par les étudiants en économie. Sa bibliothèque personnelle d'ouvrages rares atteint aujourd'hui 45 000 exemplaires, gérée par son épouse dans leur maison proche d'Oslo, qui lui apporte une vue sur la richesse des controverses économiques depuis le XVIe siècle.
Son analyse porte sur le développement inégal produit par les activités à rendement croissant par opposition aux activités à rendement décroissant, la politique économique devant porter sur la promotion des premières, les secondes maintenant les pays dans des trappes de pauvreté.
Il est le père de Sophus Reinert, professeur à Harvard.

## Théories
Ses travaux ont pour objet la théorie du développement inégal et l'histoire de la pensée et de la politique économique, dans la lignée des travaux de Joseph Schumpeter. 
Il est notamment l'auteur d'un ouvrage traduit en français sous le titre Comment les pays riches sont devenus riches : pourquoi les pays pauvres restent pauvres (publié en 2012 aux Éditions du Rocher, traduit et préfacé par Claude Rochet). Il y critique l'usage systématique du libre-échange tel que promu par le « Consensus de Washington ». Il prône des politiques de protectionnisme éducateur, telle que développées par Friedrich List dans son ouvrage Le système d'économie politique à partir de son analyse du développement de l'Angleterre et des États-Unis, qui permettent d'industrialiser un pays avant qu'il ne s'ouvre au libre-échange. Ces politiques seraient dans l’intérêt des pays pauvres pour leur permettre d'accéder au développement. Il présente comme un modèle à reproduire le plan Marshall qui visait la ré-industrialisation des économies des pays européens.

### Ouvrages et articles en français
- Erik Reinert (trad. de l'anglais par Claude Rochet), Comment les pays riches sont devenus riches et pourquoi les pays pauvres restent pauvres [« Global Økonomi. Hvordan de rike ble rike og hvorfor fattige blir fattigere »], Monaco/Paris, Éditions du Rocher, coll. « L'Inconnu », 2012, 540 p. (ISBN 978-2-268-07290-6), traduit de l'anglais et préfacé par Claude Rochet.
- Erik S. Reinert, Le rôle de l'Etat dans la croissance économique, in Pierre-Yves Rougeyron (dir.), Perspectives libres "De Gaulle au XXIe siècle", n°19, Strasbourg, Juillet-Septembre 2016, 347 pages.